# Championnat d'Italie de combiné nordique 2012
Le championnat d'Italie de combiné nordique 2012 s'est tenu le 16 septembre 2012 à Predazzo, au Trampolino dal Ben.
L'épreuve de saut s'est déroulée sur grand tremplin (K134) et l'épreuve de fond, d'une longueur de 10 kilomètres, sur ski-roues.
La compétition a distingué Samuel Costa.

## Résultats

### Seniors
| Rang | Athlète            | Club          | Temps         |
| ---- | ------------------ | ------------- | ------------- |
| 1    | Samuel Costa       | Fiamme Oro    | 23 min 09 s 1 |
| 2    | Armin Bauer        | Fiamme Gialle | 23 min 09 s 8 |
| 3    | Manuel Maierhofer  | SC Gardena    | 23 min 14 s 4 |
| 4    | Giuseppe Michielli | Fiamme Oro    | 24 min 19 s 0 |
| 5    | Lukas Runggaldier  | Fiamme Gialle | 25 min 15 s 5 |
| 6    | Mattia Runggaldier | Fiamme Gialle | 25 min 19 s 8 |
| 7    | Raffaele Buzzi     | Monti Lussari | 25 min 25 s 1 |
| 8    | Paolo Corradini    | US Dolomitica | 25 min 41 s 0 |
| 9    | Daniele Varesco    | US Dolomitica | 26 min 50 s 3 |
| 10   | Roberto Tomio      | US Dolomitica | 27 min 39 s 7 |